# 巢姓
巢姓（巢 古音：tzaw 鉏交切）是中文姓氏之一，在《百家姓》中排第393位。在现代是极罕见的姓氏。

## 起源
巢姓有两种来源：
1. 为上古帝王有巢氏之后。
2. 出自偃姓，是以国为氏。据《通志·氏族略·以国为氏》中的记载，商周时有诸侯小国巢国，是群舒之一，在春秋之时为吴国所灭[1]，其后代遂以国为氏，称巢氏。

## 郡望
- 彭城郡：汉地节元年改楚国为彭城郡，郡治彭城。今江苏徐州一带。

## 延伸阅读
[在维基数据编辑]
 《百家姓》
 《欽定古今圖書集成·明倫彙編·氏族典·巢姓部》，出自陈梦雷《古今圖書集成》